# 须树鹛
须树鹛（学名：Malacopteron magnirostre）是画眉科树鹛属的一种，分布于文莱、缅甸、泰国、印度尼西亚、马来西亚和新加坡。该物种的保护状况被评为无危。
须树鹛的平均体重约为19.4克。栖息地包括亚热带或热带严重退化的前森林、亚热带或热带的湿润低地林、亚热带或热带的高海拔疏灌丛和亚热带或热带的沼泽林。